# Мартинс Перейра, Луан
Луа́н Ма́ртинс Пере́йра (порт.-браз. Luan Martins Pereira более известный, как Луанзи́ньо порт.-браз. Luanzinho; родился 21 апреля 2000 года в Арикемис, Бразилия) — бразильский футболист, полузащитник эмиратского клуба «Шарджа».

## Клубная карьера
Луанзиньо — воспитанник клуба «Аваи». 4 августа 2017 года в матче против «Атлетико Паранаэнсе» он дебютировал в бразильской Серии А. По итогам сезона клуб вылетел в Серию B, но игрок остался в команде. 6 октября 2018 года в поединке против «Боа» Луанзиньо забил свой первый гол за «Аваи».